# Matthew Henry
Matthew Henry (Flintshire, 18 de outubro de 1662 – Cheshire, 22 de junho de 1714) foi um pastor presbiteriano e comentarista bíblico inglês.

## Vida
Ele nasceu em Broad Oak, uma fazenda na fronteira entre o condado galês de Flintshire e o condado inglês de Shropshire. Algumas semanas antes, em 19 de maio, após a renovação da lei de uniformidade de 1662 pelo rei Carlos II, seu pai, Filipe Henry, junto com 2 000 outros clérigos puritanos, havia perdido seu pastor na igreja estatal inglesa. Ao contrário da maioria de seus companheiros de sofrimento, Philip tinha recursos próprios suficientes para permitir que seu filho fosse bem criado. Matthew estudou pela primeira vez em Islington, depois começou a estudar direito em London at Gray's Inn, mas logo se voltou para a teologia e em 1687 era pastor de uma congregação presbiteriana em Chester. De lá, ele se mudou em 1712 para uma paróquia na Mare Street no bairro londrino de Hackney. Dois anos depois, ele morreu inesperadamente de um derrame em uma viagem de Chester a Londres em Nantwich.

## O Comentário Bíblico
A obra principal de Henry é a Exposição do Antigo e do Novo Testamentos (1708–1710), um comentário sobre toda a Bíblia que é orientado para as necessidades da piedade prática. O próprio autor comentou sobre todo o Antigo Testamento e o Novo Testamento até os Atos dos Apóstolos. Após sua morte, o trabalho foi continuado por vários teólogos e foi publicado pela primeira vez na íntegra em 1811 por George Burder e John Hughes.

## Outros trabalhos
- The Miscellaneous Works of the Rev. Matthew Henry: Containing in Addition to Those Heretofore Published (1833)
- An Account of the Life and Death of Mr. Philip Henry (1712)
- The Communicant's Companion (1828)
- Directions for Daily Communion with God (1866)
- A Method for Prayer (1834)
- A Scripture-catechism, in the Method of the Assemblies (1714)
- The Miscellaneous Works of the Rev. Matthew Henry (1830)
- A Discourse on Meekness and Quietness of Spirit (1836)
- The Pleasantness of a Religious Life (1714)